# Адам Севані
Адам Джі Севані (англ. Adam G. Sevani, при народженні Адам Манучарян (англ. Adam Manucharian); нар. 29 червня 1992 року, Лос-Анджелес, Каліфорнія, США) — американський танцюрист і актор, відомий за роль Роберта «Лося» Александра III у фільмах «Крок уперед 2: Вулиці», «Крок уперед 3D», «Крок уперед 4: Революція» та «Крок уперед 5: Усе або нічого».

## Життєпис
Пращури Адама Севані мають вірменське та італійське походження. Мати Адама — музикантка, а батько — професійний танцюрист та хореограф. Його старший брат Vahe «V» Sevani (Ві Севані), був членом бой-бенду NLT. Адам переїхав до Лос-Анджелесу в Каліфорнії, й почав танцювати з раннього віку в Synthesis Dance Center, танцювальній студії, яку заснували його батьки.

## Кар'єра
У 2004 і 2005 Адам знявся в рекламі дитячого одягу JC Penney з актрисою та танцівницею Елісон Стоунер . Севані співав у групі FlyKidz на радіостанції CBS. Крім того, він танцював на концертах для карнавалу зі своїм майбутнім партнером фільму « Крок уперед 2: Вулиці» Робертом Гоффманом .
Але проривом у його кар'єрі стала роль Роберта Александра III («Лося») у фільмі « Крок уперед 2: Вулиці». Прем'єра фільму відбулася 14 лютого 2008 року. The New York Times похвалили Адама, сказавши: "Надзвичайний танцюрист, який може бути найкрутішим ботаніком в історії кіно (preternaturally confident dancer who might be the baddest nerd in movie history) . Крім того, в 2008 році він отримав премію Young Hollywood Award 'Best Scene Stealer' за його роль Лося . Севані повторив цю роль у продовженні фільму — Крок уперед 3D . Прем'єра фільму відбулася 12 серпня 2010 року. У фільмі його партнеркою була Елісон Стоунер у ролі Каміли. У 2012 році вийшов фільм «Крок уперед: Революція», в якому у фінальному танці з'явився Лось, роль якого виконував також Адам . У 2014 році він знову повернувся до ролі Лося у фільмі Крок уперед: Усе або нічого .
2012 року вийшов фільм «Літо. Однокласники. Любов» — американська версія французького фільму, в якому Адам знявся у другорядній ролі .

## Танці
Севані з'явився в кліпах таких як: Mase «Breathe, Stretch, Shake», Will Smith «Switch», T-Pain «Church», Missy Elliott «I'm Really Hot» і NLT «That Girl». Він також поставив танець для кліпу NLT «Карма». Адам зняв ремейк до кліпу Майкла Джексона «Thriller». Адам був резервним підтанцовником у Кевіна Федерлайна на Teen Choice Awards в 2006 році. У 2008 році Адам разом із Джоном Чу створив танцювальну команду відому як ACDC, або Adam/Chu Dance Crew. Їхня команда набула широкого розголосу на YouTube у відео батлі з Майлі Сайрус .

## Фільмографія
| Рік  |   | Українська назва              | Оригінальна назва     | Роль                                   |
| ---- | - | ----------------------------- | --------------------- | -------------------------------------- |
| 2002 | ф | Імператорський клуб           | The Emperor's Club    | Святий Бенедикт (у студентському віці) |
| 2007 | ф | Суперперці                    | Superbad              | камео (немає в титрах)                 |
| 2008 | ф | Крок уперед 2: Вулиці         | Step Up 2 the Streets | Роберт Александр III «Лось»            |
| 2010 | ф | Крок уперед 3D                | Step Up 3D            | Роберт Александр III «Лось»            |
| 2012 | ф | Крок уперед 4: Революція      | Step Up Revolution    | Роберт Александр III «Лось»            |
| 2012 | ф | Літо. Однокласники. Любов     | LOL                   | Вен                                    |
| 2012 | ф | Перший раз                    | The First Time        | парубок з машини                       |
| 2014 | ф | Крок уперед 5: Усе або нічого | Step Up: All In       | Роберт Александр III «Лось»            |
| 2018 | с | Люцифер                       | Lucifer               | Пастрамі хлопчик                       |
| 2019 | ф | Диво-парк                     | Wonder Park           | голос                                  |